# Giulia Ammannati

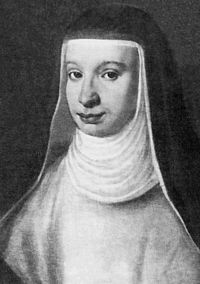
Retrato de Giulia Ammannati

 (Villa Basilica, 1538 – Florencia, agosto 1620) era la madre del astrónomo Galileo Galilei.

## Información
Giulia Ammannati nació en la pequeña ciudad de Lucca (en Villa Basilica), en una familia de artesanos y era la última nacida de cinco hijos, (cuatro hermanas y un hermano).
Según unas crónicas, su hermano le acompañó al altar, donde se casó con Vincenzo Galilei, y Giulia fue con Vincenzo a vivir a la cosmopolita ciudad de Florencia (Italia) en 1574 cuando ya tenían seis hijos, entre ellos Galileo Galilei, quien quedó en el padrinazgo de un amigo de la pareja en Pisa. Habiendo muerto Vincenzo en 1591, Galileo fue en 1592 a estudiar a la Universidad de Padua, donde hoy se conservan cartas escritas entre Galileo y Giulia, muchas de ellas hablando de las enfermedades de la madre y sus grandes deudas, por lo que su hijo tuvo que perderse valiosos cursos.
Giulia estuvo implicada en el juicio contra Galileo llevado a cabo por la Inquisición hacia 1604.
En 1609, después de un viaje a Padua, regresa a Florencia trayéndose a su nieta, entre otros motivos, porque Galileo Galilei se negó a reconocerla como hija.
Giulia Ammannati murió en agosto de 1620 y está enterrada en la iglesia de Santa María del Carmine, Oltrarno, en Florencia.